# Medida (matemática)

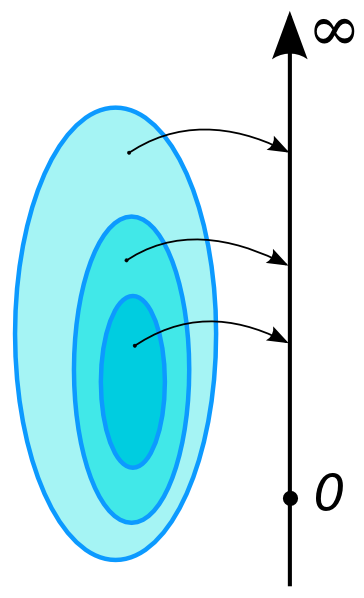
imagem representando a medida

Em matemática, uma medida é uma função que atribui um valor aos subconjuntos de um conjunto S. Quando a medida é positiva e a medida de S é 1, diz-se que a medida é uma probabilidade. 

## Medida positiva (+)
Uma medida positiva definida numa σ-algebra X de subconjuntos de um conjunto S é uma função {\displaystyle \mu :X\to [0,\infty )\,\!} tal que:
- {\displaystyle \mu (\emptyset )=0}
- {\displaystyle \mu \left(\bigcup _{i=1}^{\infty }E_{i}\right)=\sum _{i=1}^{\infty }\mu (E_{i})}, para qualquer coleção enumerável de conjuntos de X, disjuntos dois a dois.

Os elementos, neste caso conjuntos, de X chamam-se conjuntos X-mensuráveis (ou apenas conjuntos mensuráveis).
São conseqüências diretas da definição de medida postiva:
- Não-negatividade:

{\displaystyle \mu (E)\geq 0,~~\forall E\in X\,}
Prova:
- Monotonicidade

{\displaystyle A\subseteq B\Longrightarrow \mu (A)\leq \mu (B),~~~\forall A,B\in X\,}
Prova: Como {\displaystyle A\subseteq B}, vale que {\displaystyle B=A\cup (B\backslash A)}, sendo esta união disjunta. Logo, da definição de medida, vale que {\displaystyle \mu (B)=\mu (A)+\mu (B\backslash A)\geq \mu (A)}, pela não-negatividade de {\displaystyle \mu }.

### Exemplos
- {\displaystyle \mu (E)=\left\{{\begin{array}{ll}0,&E=\emptyset \\1,&E=S\end{array}}\right.}

Neste caso, a sigma-Álgebra tem apenas dois elementos: o conjunto vazio e o conjunto universo. 
- Medida de Dirac:

{\displaystyle \delta _{x_{0}}(E)=\left\{{\begin{array}{ll}1,&x_{0}\in E\\0,&c.c.\end{array}}\right.}
- As medidas de Borel e de Lebesgue em {\displaystyle \mathbb {R} } verificam a propriedade {\displaystyle \lambda [a,b]=b-a\,\!}

## Medida complexa
Uma medida complexa numa σ-algebra X sobre um conjunto S é uma função {\displaystyle \mu :X\to \mathbb {C} \,\!} tal que:
- {\displaystyle \mu (\emptyset )=0}
- {\displaystyle \mu \left(\bigcup _{i=1}^{\infty }E_{i}\right)=\sum _{i=1}^{\infty }\mu (E_{i})}, para qualquer colecção enumerável de conjuntos de X, disjuntos dois a dois.

Em especial, a soma desta série é invariante quando a ordem da partição é trocada. Logo a definição de medida complexa exige que a série seja absolutamente convergente. 

### Exemplos
- Seja {\displaystyle f:\mathbb {R} \to \mathbb {C} \,} uma função complexa Lebesgue integrável. Então

{\displaystyle \nu (E):=\int _{E}f(x)d\mu \,} define uma medida complexa nos conjuntos Lebesgue mensuráveis de {\displaystyle \mathbb {R} .}

## Propriedades
Algumas medidas possuem propriedades adicionais:
- Medida completa:

Se {\displaystyle Z\,} tem medida zero, então todo subconjunto de Z é mensurável (e tem medida zero pela monotonicidade.)
- Medida invariante por translações:

{\displaystyle \mu (A+\lambda )=\mu (A),~~\forall A\in X\,}, onde {\displaystyle A+\lambda =\{x+\lambda :x\in A\}}
(contanto que a soma esteja bem definida no espaço em questão.)
- Medida de Borel:

Os abertos e portanto todos os conjuntos borelianos são mensuráveis.
- Regularidade interior:

{\displaystyle \mu (A)=\sup _{K\subseteq A}\mu (K),~~\forall A\in X} e {\displaystyle K\,} são compactos.
- Regularidade exterior:

{\displaystyle \mu (A)=\inf _{A\subseteq V}\mu (V),~~\forall A\in X} e {\displaystyle V\,} são abertos.
- Medida finita: o espaço inteiro tem medida finita.

{\displaystyle \mu (S)<\infty \,}
- Medida {\displaystyle \sigma -}finita: o espaço inteiro pode ser escrito como a união enumerável de conjuntos de medida finita.

{\displaystyle S=\bigcup _{n=1}^{\infty }E_{n},~~\mu (E_{n})<\infty }
- Medida localmente finita: todo compacto é mensurável e tem medida finita

{\displaystyle \mu (K)<\infty \,}, para todo compacto {\displaystyle K\,}